# (17175) 1999 SS3
A (17175) 1999 SS3 a Naprendszer kisbolygóövében található aszteroida. A LINEAR projekt keretében fedezték fel 1999. szeptember 24-én.